# Campodorus savinskii
Campodorus savinskii är en stekelart som beskrevs av Dmitriy R. Kasparyan 2003. Campodorus savinskii ingår i släktet Campodorus och familjen brokparasitsteklar. Inga underarter finns listade.